# Lill-Långbäckstjärnen
Lill-Långbäckstjärnen är en sjö i Umeå kommun i Västerbotten och ingår i Tavelåns huvudavrinningsområde.